# Symplocos vanderwerffii
Symplocos vanderwerffii är en tvåhjärtbladig växtart som beskrevs av B. Ståhl. Symplocos vanderwerffii ingår i släktet Symplocos och familjen Symplocaceae. Inga underarter finns listade i Catalogue of Life.